# 1932年苏联大饥荒

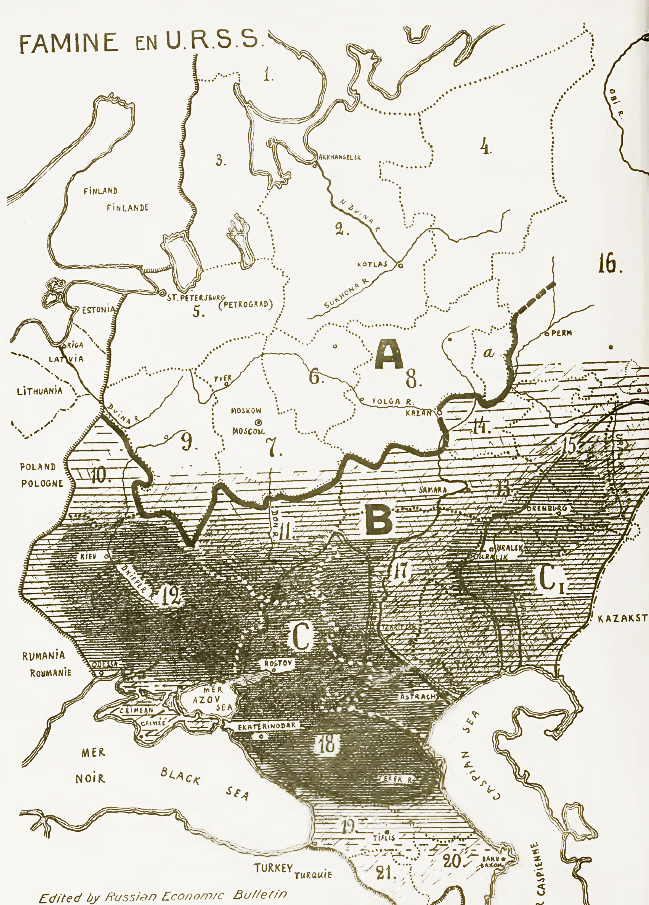
1933年的苏联大饥荒。饥荒最严重的地区被标成黑色。A——粮食消费地区，B——粮食产地，C——原属于顿河、库班和捷列克哥萨克的土地，C1——原属于乌拉尔和奥伦堡哥萨克的土地。1、科拉半岛，2、北部地区，3、卡累利阿，4、科米共和国，5、列宁格勒州，6、伊万诺沃州，7、莫斯科州，8、下诺夫哥罗德地区，9、西部區，10、白俄罗斯，11、中央黑土区，12、乌克兰，13、中伏尔加区，14、鞑靼利亚，15、巴什基尔，16、乌拉尔区，17、下伏尔加区，18、北高加索邊疆區，19、格鲁吉亚，20、阿塞拜疆，21、亚美尼亚。

1932–33年的苏联大饥荒（俄語：Голод в СССР 1932—1933 годах）发生在约瑟夫·斯大林执政时期，地点为苏联几大产粮区，其中包括了乌克兰、北高加索、伏尔加河流域、哈萨克斯坦、南乌拉尔山脉和西西伯利亚，特别是发生在乌克兰境内的饥荒被称为（Holodomor），意为“饥饿毁灭”。不同于1921年发生在苏俄的饥荒，有关这场饥荒的信息一直被苏联当局控制，不為外人所知，直到苏联共产党总书记戈尔巴乔夫在1985年上台，实行经济改革和开放政策，而展示當年嚴重程度的檔案，蘇方將此一直隱瞞到解體才公諸於世。

## 过程
苏联政府的农业强制集体化政策被认为在一定程度上是导致饥荒的主要原因，因其在农村地区引起了混乱。这包括破坏富农的财产、害怕被没收而贩卖或杀死马匹，以及农民以拒绝耕种来抵制。当局指责富農在集体农庄煽动反抗，并谴责他们的破坏活动。当局错误的期望产量因农业集体化而增长，因为输出农产品的计划是基于工业化的探索的。
一些人指出这场饥荒很大程度上是自然灾害的结果，時至今日，並以意識形態相仿的相關支持者為主，而其他人仍然提出这是过于简单的說法或解釋，而且答案在于这两个极端之间。學術研究上與國際社會則基本認為是人禍。
中央政府坚信粮食减少是农民藏匿他们的粮食造成的，即使地方当局一再请求减少他们的定额。结果，当地的积极分子带头搜寻藏匿的粮食，这导致了用于来年耕种的种子粮被收走以及农民用来供养家庭的存粮缺失。

## 麦穗法
对于住在乡村地区的人，大多在唯一能找到食物的集体农庄，但是农民被禁止吃他们自己种的粮食。“关于保护社会主义公共财产的法令”——被农民称作麦穗法——于1932年8月7日制定。根据法令，政治警察和党的干部被允许从农民家里无限量的没收粮食。因此拿走食物，即使是少量腐烂的谷物或者作物，都被判作盗窃“社会主义财产”。

## 现金交易店
农民面临死亡或者逃往城市，在那里食物可以从称作现金交易店的国营的硬通货商店里用货币、黄金、白银或者其他贵重物品买到。例如，哈尔科夫的两家现金交易店从1932年1到2月收了价值294,000卢布的374公斤黄金。1932年1月乌克兰有8座城市有现金交易店，1932年5月是26座城市，1932年秋36座城市共有50家。在1933年饥荒最严重的时候，现金交易店的总数达到263家。

## 通行证

1933年哈尔科夫的路人从饿殍前经过

由于饥饿造成了移民潮，致使当局通过要求在加盟共和国之间来往出示证件，并禁止乘火车旅行。
苏联当局于1932年12月27日推行内部护照（身分证）以应付农民从农村大规模出逃。个人没有这类证件不能离开住处，否则处罚，如关进古拉格（苏联劳改营）。农村人无权取得身分证，而且因此不能未经批准离开他们的村庄。发行证件的权力取决于集体农庄的领导，而且身分证由集体农庄的管理机构保管。这一措施一直实行到1974年。
证件的缺失不能完全阻止农民离开农村，只有少数逃到城市的人能改变自己的命运。因为無法找到工作或者购买或乞讨到面包，农民们死在哈尔科夫、基辅、第聂伯罗彼得罗夫斯克、波尔塔瓦、文尼察和其他乌克兰主要城市的街头。

## 反应

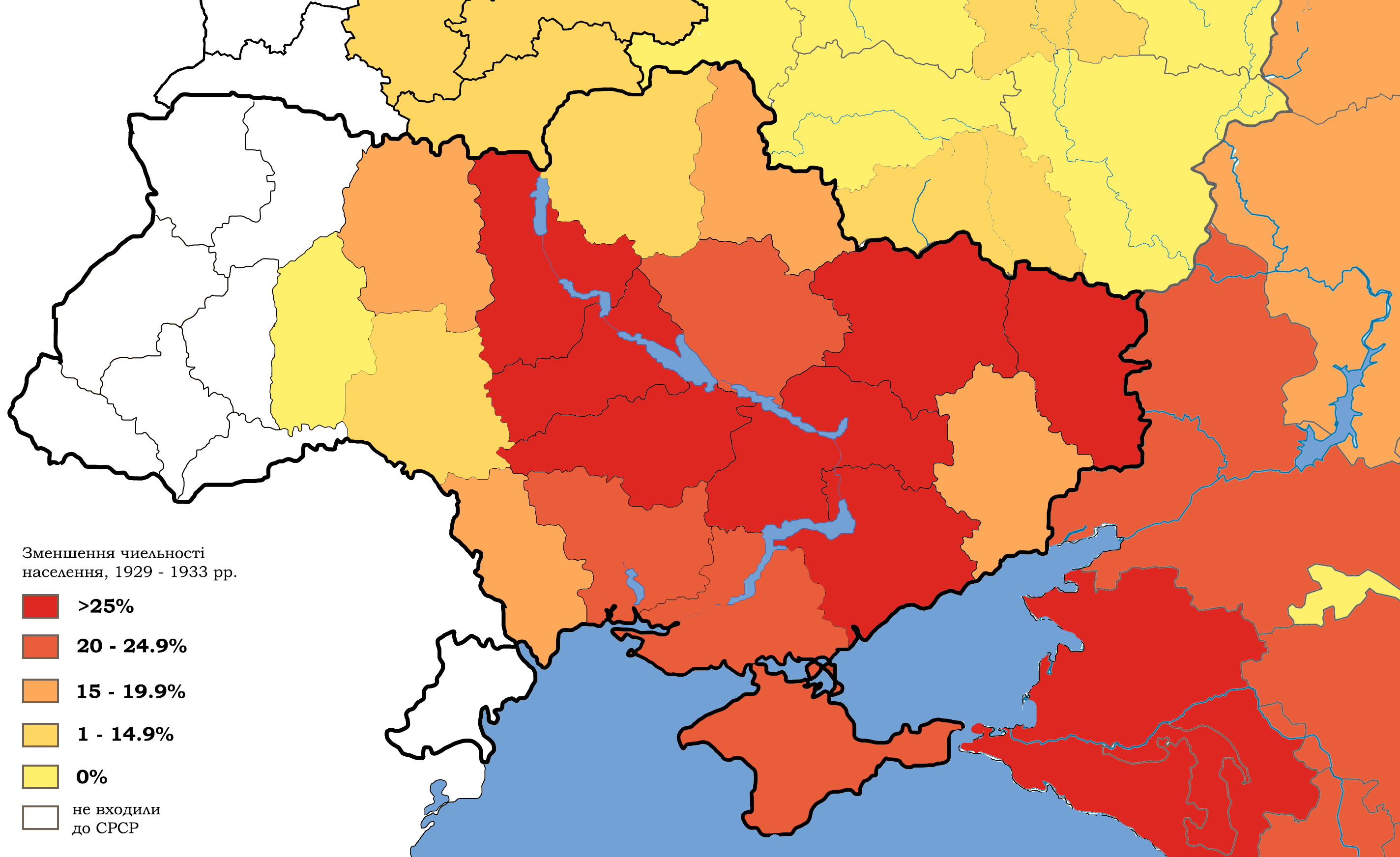
1929-1933年苏联西南部人口负增长地图。

官方拒绝承认1932–1933年的大饥荒，因此任何关于这件事的议论都被定成“反苏宣传”的罪行，直到1990–1991年苏联解体。1937年人口普查的结果被保密，因为结果显示由于大饥荒造成人口大量减少。
政府用造假措施反对西方记者；许多親苏联的记者现在被指责故意隐瞒事实，被称为“有用的白痴”。最声名狼藉的否认大饥荒的人是《纽约时报》记者沃特·杜兰蒂，他的报道忽略了这场饥荒及死亡人数。与之类似的是法国总理爱德华·赫里欧，他在苏联的期间游历了乌克兰地区。

## 死亡人数的估计
- 2004年的书The Years of Hunger: Soviet Agriculture, 1931–33估计饥荒造成了550-650万人的死亡。[13]
- 《共产主义黑皮书》估计造成了六百万人死亡。
- 《不列颠百科全书》估计这一时期在苏联全境造成600-800万人死亡，其中400-500万人是乌克兰人。[14]
- 罗伯特·康奎斯特估计在1932-33年间的苏联欧洲部分造成了700万人死亡（500万是乌克兰人，100万在北高加索，100万人在别处），还有100万人在哈萨克斯坦由于集体化而死亡。[15]
- Michael Ellman估计由于“饥荒和镇压”从1930–33年造成850万人死亡。[16]
- Norman Naimark在他2010年的书《斯大林的种族灭绝》中估计300-500万乌克兰人死于饥荒。[17]